# Reynoutria japonica
Reynoutria japonica, sinónimo Fallopia japonica, é uma espécie de erva perene da família Polygonaceae, nativa da Ásia Oriental em Japão, China e Coreia. Na América do Norte e Europa, a espécie é muito próspera e tem sido classificada como uma espécie invasora em vários países.

## Descrição
A Reynoutria japonica tem talos ocos com diferentes nós planteadas que lhe dão a aparência do bambu, ainda que não esteja relacionado. Enquanto os talos podem atingir um tamanho de 3-4 metros, é típico ver as plantas bem mais pequenas em lugares onde brotam através de gretas no pavimento ou se cortam em repetidas ocasiões. As folhas são largas ovaladas com uma base truncada, de 7-14 cm de comprimento e 5-12 cm de largura, com uma margem inteira. As flores são pequenas, de cor creme ou cinza, produzido em racimos eretos de 6-15 cm de comprimento no final de verão e princípios de outono.«Japanese knotweed». Royal Horticultural Society. Consultado em 6 de junho de 2014</ref>
Espécies próximas incluem Fallopia sachalinensis e Fallopia baldschuanica.

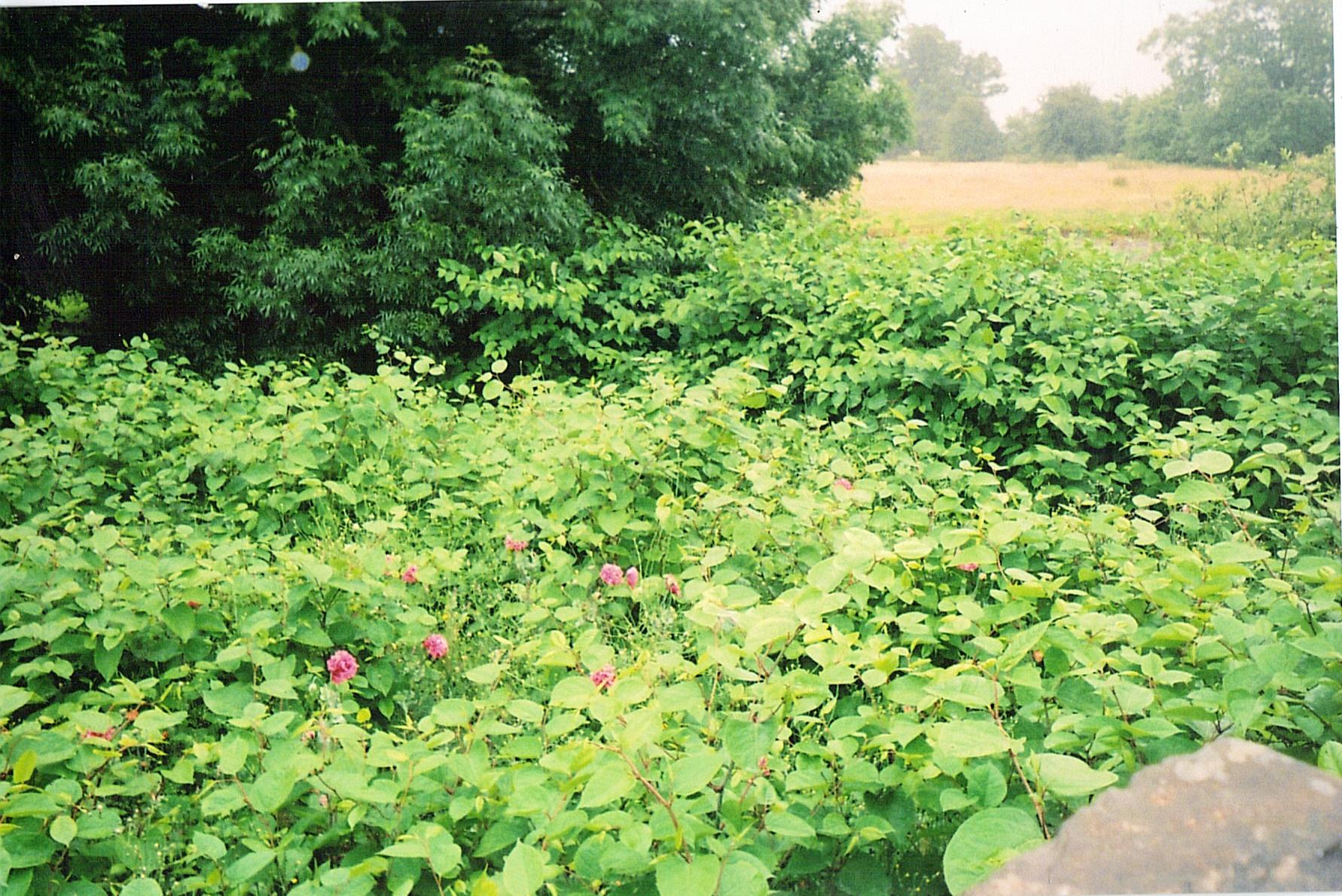
em Caersws, Gales in 2010

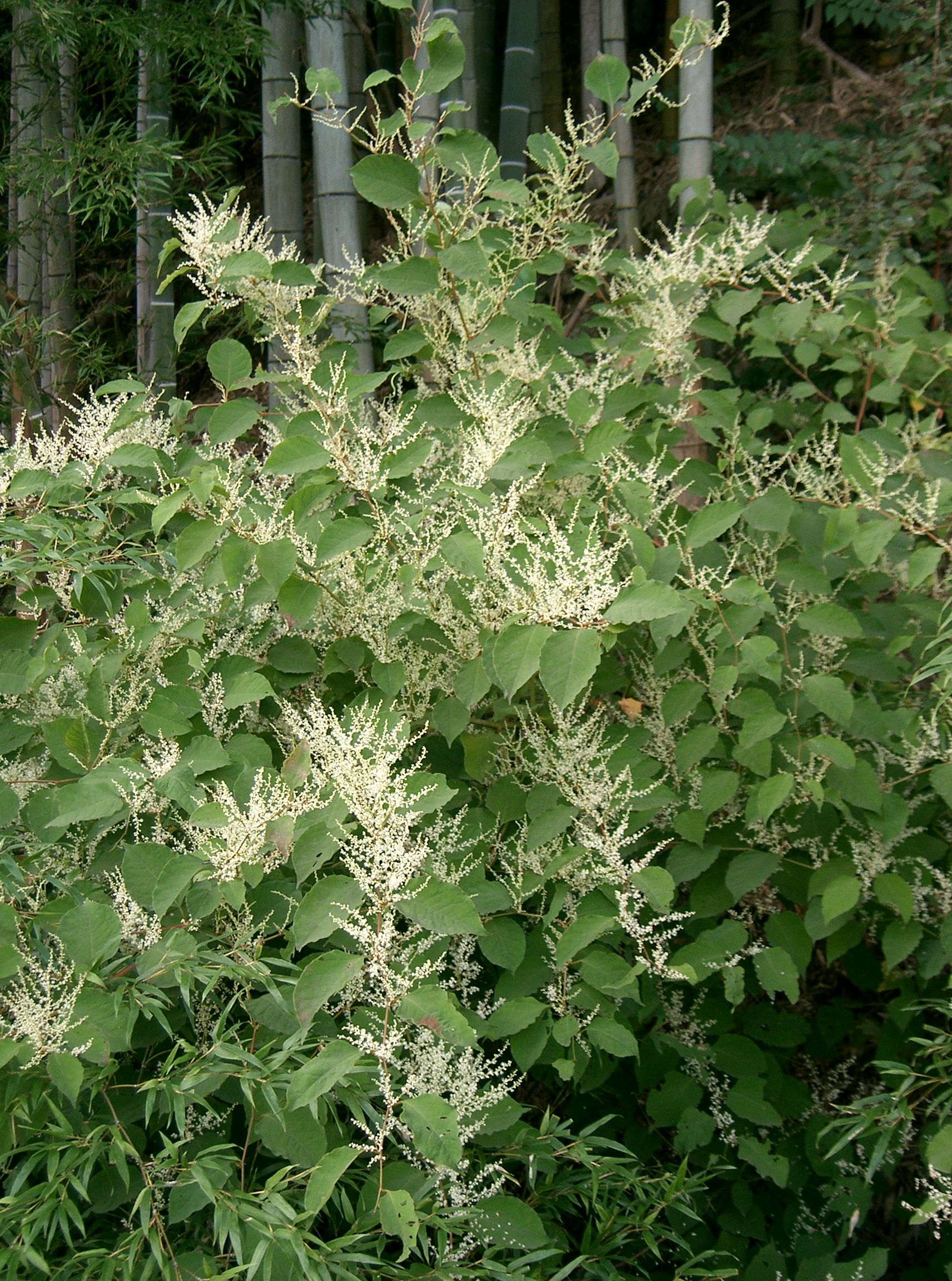
Vista da planta

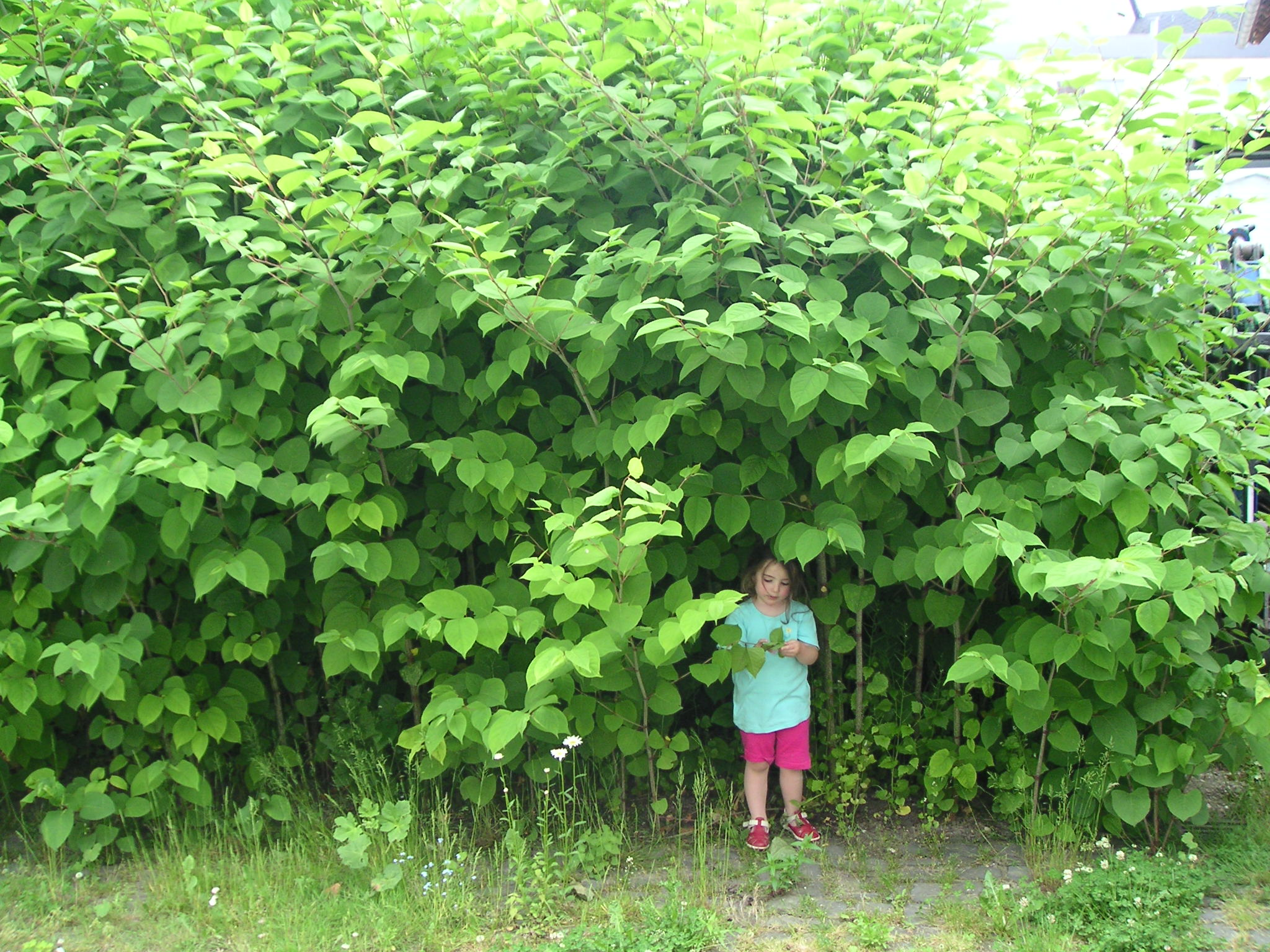
Vista da planta

## Espécie invasiva
Está classificada pela União Internacional para a Conservação da Natureza como uma das 100 piores espécies invasoras do mundo.

## Portugal
Trata-se de uma espécie presente no território português, nomeadamente em Portugal Continental.
Em termos de naturalidade é introduzida na região atrás indicada.

## Espanha
Incluída no Catálogo Espanhol de Espécies Exóticas Invasoras, a inclusão de uma espécie no catálogo, de acordo ao artigo 61.3 da Lei 42/2007, de 13 de dezembro, implica a proibição genérica da sua posse, transporte, tráfico e comércio de instâncias vivas ou mortos, dos seus restos ou propágulos, incluindo o comércio exterior.
Seu sistema radicular invasivo e um forte crescimento podem danificar as bases de betão, os edifícios, defesas contra inundações, estradas, pavimentação, muros de contenção e lugares arquitetónicos.
Também pode reduzir a capacidade dos canais nas defesas contra inundações para controlar a água.
É um colonizador frequente dos ecossistemas temperados ribeirinhos, bordas de caminhos e lugares de resíduos. Forma grossas e densas colónias que completamente deslocam a outras espécies herbáceas e agora está considerada como uma das piores espécies exóticas invasoras em zonas do este dos Estados Unidos. O sucesso da espécie atribuiu-se em parte a sua tolerância de uma muito ampla faixa de tipos de solo, o pH e a salinidade. Seus rizomas podem sobreviver a temperaturas de -35 ° C ( e pode-se estender 7 metros horizontalmente e 3 metros de profundidade, pelo que a eliminação por escavação é extremamente difícil.
A planta também é resistente ao corte, pelo rebrote vigoroso das raízes. Consegue ficar em estado latente por mais de 20 anos. O método mais eficaz de controle é mediante herbicidas de aplicativo perto da fase de floração no final do verão ou no outono. Em alguns casos é possível erradicar numa estação de crescimento utilizando só herbicidas. Os ensaios na Ilhas da Rainha Carlota (Haida Gwaii) da Colúmbia Britânica com água do mar aspergida na folhagem têm demonstrado resultados prometedores, que podem chegar a ser uma opção viável para a erradicação, tendo em conta a preocupação pelo aplicativo de herbicidas é demasiado grande.
Dois agentes de controle biológico de plagasque parecem ser prometedores no controle da planta são o psílido Aphalara itadori e uma mancha da folha de fungos do género Mycosphaerella.

## Taxonomia
A autoridade científica da espécie é (Houtt.), Ronse Decr. tendo sido publicada em Natuurlijke Historie [tweede deel {segunda parte}] 2(8): 640, t. 51, f. 1. 1777, e publicado em Botanical Journal of the Linnean Society 98(4): 369. 1988.
como Fallopia japonica
Sinonímia
- Pleuropterus cuspidatus (Siebold & Zucc.) H. Gross
- Polygonum cuspidatum Siebold & Zucc.
- Polygonum reynoutria Makino
- Reynoutria henryi Nakai
- Fallopia japonica Houtt.
- Tiniaria japonica (Houtt.) Hedberg[13]